# Grand Prix Japonii 2013
Grand Prix Japonii 2013 (oficjalnie 2013 Formula 1 Japanese Grand Prix) – piętnasta runda Mistrzostw Świata Formuły 1 w sezonie 2013.

## Lista startowa
Na niebieskim tle kierowcy biorący udział jedynie w piątkowych treningach
| Nr | Kierowca            | Zespół                        | Samochód          | Silnik               | Opony |
| -- | ------------------- | ----------------------------- | ----------------- | -------------------- | ----- |
| 1  | Sebastian Vettel    | Infiniti Red Bull Racing      | Red Bull RB9      | Renault RS27-2013    | P     |
| 2  | Mark Webber         | Infiniti Red Bull Racing      | Red Bull RB9      | Renault RS27-2013    | P     |
| 3  | Fernando Alonso     | Scuderia Ferrari              | Ferrari F138      | Ferrari 056          | P     |
| 4  | Felipe Massa        | Scuderia Ferrari              | Ferrari F138      | Ferrari 056          | P     |
| 5  | Jenson Button       | Vodafone McLaren Mercedes     | McLaren MP4-28    | Mercedes-Benz FO108F | P     |
| 6  | Sergio Pérez        | Vodafone McLaren Mercedes     | McLaren MP4-28    | Mercedes-Benz FO108F | P     |
| 7  | Kimi Räikkönen      | Lotus F1 Team                 | Lotus E21         | Renault RS27-2013    | P     |
| 8  | Romain Grosjean     | Lotus F1 Team                 | Lotus E21         | Renault RS27-2013    | P     |
| 9  | Nico Rosberg        | Mercedes AMG Petronas F1 Team | Mercedes F1 W04   | Mercedes-Benz FO108F | P     |
| 10 | Lewis Hamilton      | Mercedes AMG Petronas F1 Team | Mercedes F1 W04   | Mercedes-Benz FO108F | P     |
| 11 | Nico Hülkenberg     | Sauber F1 Team                | Sauber C32        | Ferrari 056          | P     |
| 12 | Esteban Gutiérrez   | Sauber F1 Team                | Sauber C32        | Ferrari 056          | P     |
| 14 | Paul di Resta       | Sahara Force India F1 Team    | Force India VJM06 | Mercedes-Benz FO108F | P     |
| 15 | Adrian Sutil        | Sahara Force India F1 Team    | Force India VJM06 | Mercedes-Benz FO108F | P     |
| 16 | Pastor Maldonado    | Williams F1 Team              | Williams FW35     | Renault RS27-2013    | P     |
| 17 | Valtteri Bottas     | Williams F1 Team              | Williams FW35     | Renault RS27-2013    | P     |
| 18 | Jean-Éric Vergne    | Scuderia Toro Rosso           | Toro Rosso STR8   | Ferrari 056          | P     |
| 19 | Daniel Ricciardo    | Scuderia Toro Rosso           | Toro Rosso STR8   | Ferrari 056          | P     |
| 20 | Charles Pic         | Caterham F1 Team              | Caterham CT03     | Renault RS27-2013    | P     |
| 21 | Giedo van der Garde | Caterham F1 Team              | Caterham CT03     | Renault RS27-2013    | P     |
| 21 | Heikki Kovalainen   | Caterham F1 Team              | Caterham CT03     | Renault RS27-2013    | P     |
| 22 | Jules Bianchi       | Marussia F1 Team              | Marussia MR02     | Cosworth CA2013      | P     |
| 23 | Max Chilton         | Marussia F1 Team              | Marussia MR02     | Cosworth CA2013      | P     |
| Nr | Kierowca            | Zespół                        | Samochód          | Silnik               | Opony |

## Wyniki

### Sesje treningowe
Źródło: Wyprzedź Mnie!
| Sesja | Nr | Kierowca         | Konstruktor      | Czas     | Okr. |
| ----- | -- | ---------------- | ---------------- | -------- | ---- |
| 1     | 10 | Lewis Hamilton   | Mercedes         | 1:34,157 | 19   |
| 2     | 1  | Sebastian Vettel | Red Bull-Renault | 1:33,852 | 35   |
| 3     | 2  | Mark Webber      | Red Bull-Renault | 1:32,053 | 17   |

### Kwalifikacje
Źródło: Wyprzedź Mnie!
| Poz. | Nr | Kierowca            | Konstruktor          | Q1       | Q2       | Q3       | Poz. s. |
| ---- | -- | ------------------- | -------------------- | -------- | -------- | -------- | ------- |
| 1    | 2  | Mark Webber         | Red Bull-Renault     | 1:32,271 | 1:31,513 | 1:30,915 | 1       |
| 2    | 1  | Sebastian Vettel    | Red Bull-Renault     | 1:32,397 | 1:31,290 | 1:31,089 | 2       |
| 3    | 10 | Lewis Hamilton      | Mercedes             | 1:32,340 | 1:31,636 | 1:31,253 | 3       |
| 4    | 8  | Romain Grosjean     | Lotus-Renault        | 1:31,824 | 1:31,565 | 1:31,365 | 4       |
| 5    | 4  | Felipe Massa        | Ferrari              | 1:31,994 | 1:31,668 | 1:31,378 | 5       |
| 6    | 9  | Nico Rosberg        | Mercedes             | 1:32,244 | 1:31,764 | 1:31,397 | 6       |
| 7    | 11 | Nico Hülkenberg     | Sauber-Ferrari       | 1:32,465 | 1:31,848 | 1:31,644 | 7       |
| 8    | 3  | Fernando Alonso     | Ferrari              | 1:32,371 | 1:31,828 | 1:31,665 | 8       |
| 9    | 7  | Kimi Räikkönen      | Lotus-Renault        | 1:32,377 | 1:31,662 | 1:31,684 | 9       |
| 10   | 5  | Jenson Button       | McLaren-Mercedes     | 1:32,606 | 1:31,838 | 1:31,827 | 10      |
| 11   | 6  | Sergio Pérez        | McLaren-Mercedes     | 1:32,718 | 1:31,989 | –        | 11      |
| 12   | 14 | Paul di Resta       | Force India-Mercedes | 1:32,286 | 1:31,992 | –        | 12      |
| 13   | 17 | Valtteri Bottas     | Williams-Renault     | 1:32,613 | 1:32,013 | –        | 13      |
| 14   | 12 | Esteban Gutiérrez   | Sauber-Ferrari       | 1:32,673 | 1:32,063 | –        | 14      |
| 15   | 16 | Pastor Maldonado    | Williams-Renault     | 1:32,875 | 1:32,093 | –        | 15      |
| 16   | 19 | Daniel Ricciardo    | Toro Rosso-Ferrari   | 1:32,804 | 1:32,485 | –        | 16      |
| 17   | 15 | Adrian Sutil        | Force India-Mercedes | 1:32,890 | –        | –        | 22      |
| 18   | 18 | Jean-Éric Vergne    | Toro Rosso-Ferrari   | 1:33,357 | –        | –        | 17      |
| 19   | 23 | Max Chilton         | Marussia-Cosworth    | 1:34,320 | –        | –        | 18      |
| 20   | 20 | Charles Pic         | Caterham-Renault     | 1:34,556 | –        | –        | 20      |
| 21   | 21 | Giedo van der Garde | Caterham-Renault     | 1:34,556 | –        | –        | 19      |
| 22   | 22 | Jules Bianchi       | Marussia-Cosworth    | 1:34,958 | –        | –        | 21      |

### Wyścig

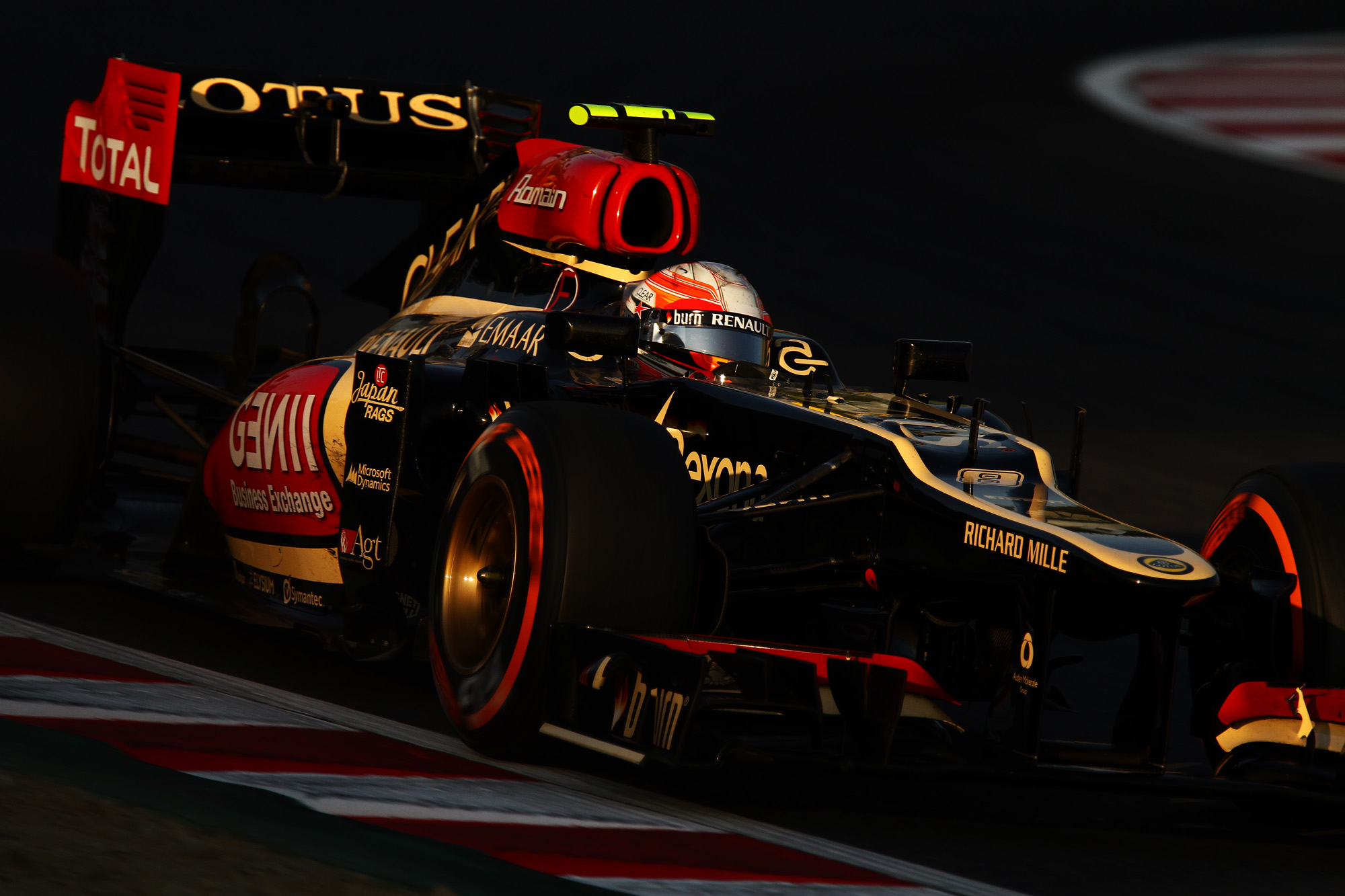
Romain Grosjean podczas wyścigu

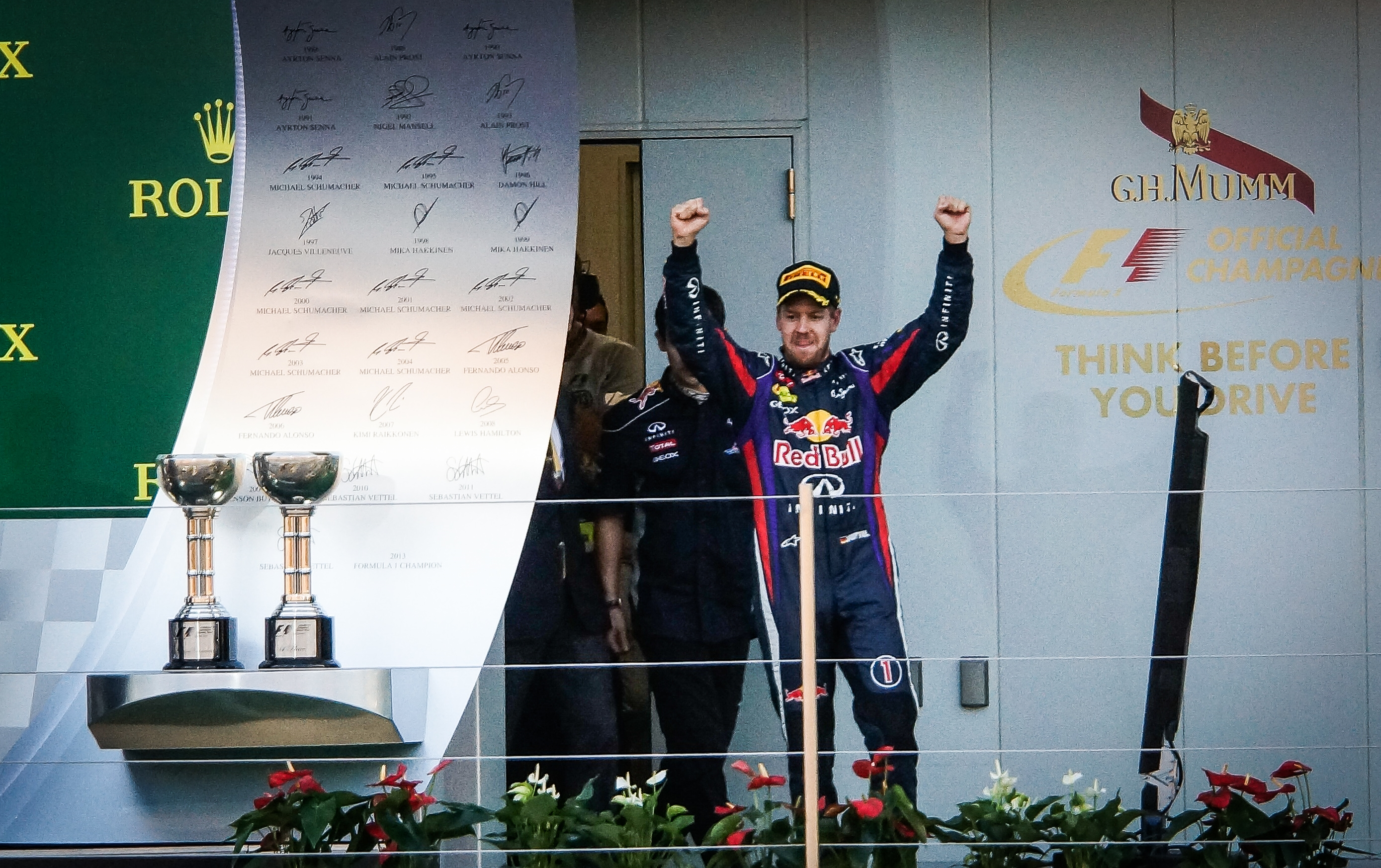
Sebastian Vettel po zwycięstwie w wyścigu

Źródło: Wyprzedź Mnie!
| P                 | + / – | Nr | Kierowca            | Konstruktor          | Okr. | Czas / Strata                           | Komentarz |
| ----------------- | ----- | -- | ------------------- | -------------------- | ---- | --------------------------------------- | --------- |
| 1                 | 1     | 1  | Sebastian Vettel    | Red Bull-Renault     | 53   | 1h26m49,301                             |           |
| 2                 | 1     | 2  | Mark Webber         | Red Bull-Renault     | 53   | +0:07,129                               |           |
| 3                 | 1     | 8  | Romain Grosjean     | Lotus-Renault        | 53   | +0:09,910                               |           |
| 4                 | 4     | 3  | Fernando Alonso     | Ferrari              | 53   | +0:45,605                               |           |
| 5                 | 4     | 7  | Kimi Räikkönen      | Lotus-Renault        | 53   | +0:47,325                               |           |
| 6                 | 1     | 11 | Nico Hülkenberg     | Sauber-Ferrari       | 53   | +0:51,615                               |           |
| 7                 | 7     | 12 | Esteban Gutiérrez   | Sauber-Ferrari       | 53   | +1:11,630                               |           |
| 8                 | 2     | 9  | Nico Rosberg        | Mercedes             | 53   | +1:12,023                               | [ a ]     |
| 9                 | 1     | 5  | Jenson Button       | McLaren-Mercedes     | 53   | +1:20,821                               |           |
| 10                | 5     | 4  | Felipe Massa        | Ferrari              | 53   | +1:29,263                               |           |
| 11                | 1     | 14 | Paul di Resta       | Force India-Mercedes | 53   | +1:38,572                               |           |
| 12                | 5     | 18 | Jean-Éric Vergne    | Toro Rosso-Ferrari   | 52   | +1 okr.                                 |           |
| 13                | 3     | 19 | Daniel Ricciardo    | Toro Rosso-Ferrari   | 52   | +1 okr.                                 |           |
| 14                | 8     | 15 | Adrian Sutil        | Force India-Mercedes | 52   | +1 okr.                                 |           |
| 15                | 4     | 6  | Sergio Pérez        | McLaren-Mercedes     | 52   | +1 okr.                                 |           |
| 16                | 1     | 16 | Pastor Maldonado    | Williams-Renault     | 52   | +1 okr.                                 |           |
| 17                | 4     | 17 | Valtteri Bottas     | Williams-Renault     | 52   | +1 okr.                                 |           |
| 18                | 1     | 20 | Charles Pic         | Caterham-Renault     | 52   | +1 okr.                                 | [ 6 ]     |
| 19                | 1     | 23 | Max Chilton         | Marussia-Cosworth    | 52   | +1 okr.                                 |           |
| Niesklasyfikowani |       |    |                     |                      |      |                                         |           |
|                   |       | 10 | Lewis Hamilton      | Mercedes             | 7    | uszkodzenia powstałe po przebiciu opony |           |
|                   |       | 21 | Giedo van der Garde | Caterham-Renault     | 0    | kolizja z Bianchim                      |           |
|                   |       | 22 | Jules Bianchi       | Marussia-Cosworth    | 0    | kolizja z van der Garden                |           |
| P                 | + / – | Nr | Kierowca            | Konstruktor          | Okr. | Czas / Strata                           | Komentarz |

### Najszybsze okrążenie
Źródło: Wyprzedź Mnie!
| Nr | Kierowca    | Konstruktor      | Czas     | Okr. |
| -- | ----------- | ---------------- | -------- | ---- |
| 2  | Mark Webber | Red Bull-Renault | 1:34,587 | 44   |

## Prowadzenie w wyścigu
Źródło: Racing-Reference
| Nr                              | Kierowca         | Okrążenia           | Suma |
| ------------------------------- | ---------------- | ------------------- | ---- |
| 8                               | Romain Grosjean  | 1-12, 14-28         | 26   |
| 1                               | Sebastian Vettel | 12-14, 28-37, 42-53 | 22   |
| 2                               | Mark Webber      | 1, 37-42            | 5    |
| \| Wykres \| \| ------ \| \| \| |                  |                     |      |
| Wykres                          |                  |                     |      |
|                                 |                  |                     |      |

## Klasyfikacja po wyścigu

### Kierowcy
| P  | +/− | Kierowca            | Starty | Punkty | P1 | P2 | P3 | PP | NO | NS |
| -- | --- | ------------------- | ------ | ------ | -- | -- | -- | -- | -- | -- |
| 1  | 0   | Sebastian Vettel    | 15     | 297    | 9  | 1  | 2  | 6  | 6  | 1  |
| 2  | 0   | Fernando Alonso     | 15     | 207    | 2  | 5  | 1  | –  | 1  | 1  |
| 3  | 0   | Kimi Räikkönen      | 15     | 177    | 1  | 6  | 1  | –  | 1  | 1  |
| 4  | 0   | Lewis Hamilton      | 15     | 161    | 1  | –  | 4  | 5  | 1  | 1  |
| 5  | 0   | Mark Webber         | 15     | 148    | –  | 3  | 2  | 1  | 4  | 2  |
| 6  | 0   | Nico Rosberg        | 15     | 126    | 2  | –  | –  | 3  | –  | 2  |
| 7  | 0   | Felipe Massa        | 15     | 90     | –  | –  | 1  | –  | –  | 2  |
| 8  | 0   | Romain Grosjean     | 15     | 87     | –  | –  | 4  | –  | –  | 3  |
| 9  | 0   | Jenson Button       | 15     | 60     | –  | –  | –  | –  | –  | –  |
| 10 | +1  | Nico Hülkenberg     | 14     | 39     | –  | –  | –  | –  | –  | 1  |
| 11 | −1  | Paul di Resta       | 15     | 36     | –  | –  | –  | –  | –  | 4  |
| 12 | 0   | Adrian Sutil        | 15     | 26     | –  | –  | –  | –  | –  | 3  |
| 13 | 0   | Sergio Pérez        | 15     | 23     | –  | –  | –  | –  | 1  | –  |
| 14 | 0   | Daniel Ricciardo    | 15     | 18     | –  | –  | –  | –  | –  | 3  |
| 15 | 0   | Jean-Éric Vergne    | 15     | 13     | –  | –  | –  | –  | –  | 5  |
| 16 | +1  | Esteban Gutiérrez   | 15     | 6      | –  | –  | –  | –  | 1  | 2  |
| 17 | −1  | Pastor Maldonado    | 15     | 1      | –  | –  | –  | –  | –  | 3  |
| 18 | 0   | Valtteri Bottas     | 15     | 0      | –  | –  | –  | –  | –  | 1  |
| 19 | 0   | Jules Bianchi       | 15     | 0      | –  | –  | –  | –  | –  | 3  |
| 20 | 0   | Charles Pic         | 15     | 0      | –  | –  | –  | –  | –  | 2  |
| 21 | 0   | Giedo van der Garde | 15     | 0      | –  | –  | –  | –  | –  | 3  |
| 22 | 0   | Max Chilton         | 15     | 0      | –  | –  | –  | –  | –  | –  |
| P  | +/− | Kierowca            | Starty | Punkty | P1 | P2 | P3 | PP | NO | NS |

### Konstruktorzy
| P  | +/− | Konstruktor          | Starty | Punkty | P1 | P2 | P3 | PP | NO | NS |
| -- | --- | -------------------- | ------ | ------ | -- | -- | -- | -- | -- | -- |
| 1  | 0   | Red Bull-Renault     | 30     | 445    | 9  | 4  | 4  | 7  | 10 | 3  |
| 2  | 0   | Ferrari              | 30     | 297    | 2  | 5  | 2  | –  | 1  | 3  |
| 3  | 0   | Mercedes             | 30     | 287    | 3  | –  | 4  | 8  | 1  | 2  |
| 4  | 0   | Lotus-Renault        | 30     | 264    | 1  | 6  | 5  | –  | 1  | 4  |
| 5  | 0   | McLaren-Mercedes     | 30     | 83     | –  | –  | –  | –  | 1  | –  |
| 6  | 0   | Force India-Mercedes | 30     | 62     | –  | –  | –  | –  | –  | 7  |
| 7  | 0   | Sauber-Ferrari       | 29     | 45     | –  | –  | –  | –  | 1  | 3  |
| 8  | 0   | Toro Rosso-Ferrari   | 30     | 31     | –  | –  | –  | –  | –  | 8  |
| 9  | 0   | Williams-Renault     | 30     | 1      | –  | –  | –  | –  | –  | 4  |
| 10 | 0   | Marussia-Cosworth    | 30     | 0      | –  | –  | –  | –  | –  | 3  |
| 11 | 0   | Caterham-Renault     | 30     | 0      | –  | –  | –  | –  | –  | 5  |
| P  | +/− | Konstruktor          | Starty | Punkty | P1 | P2 | P3 | PP | NO | NS |